# دائرة كريساو

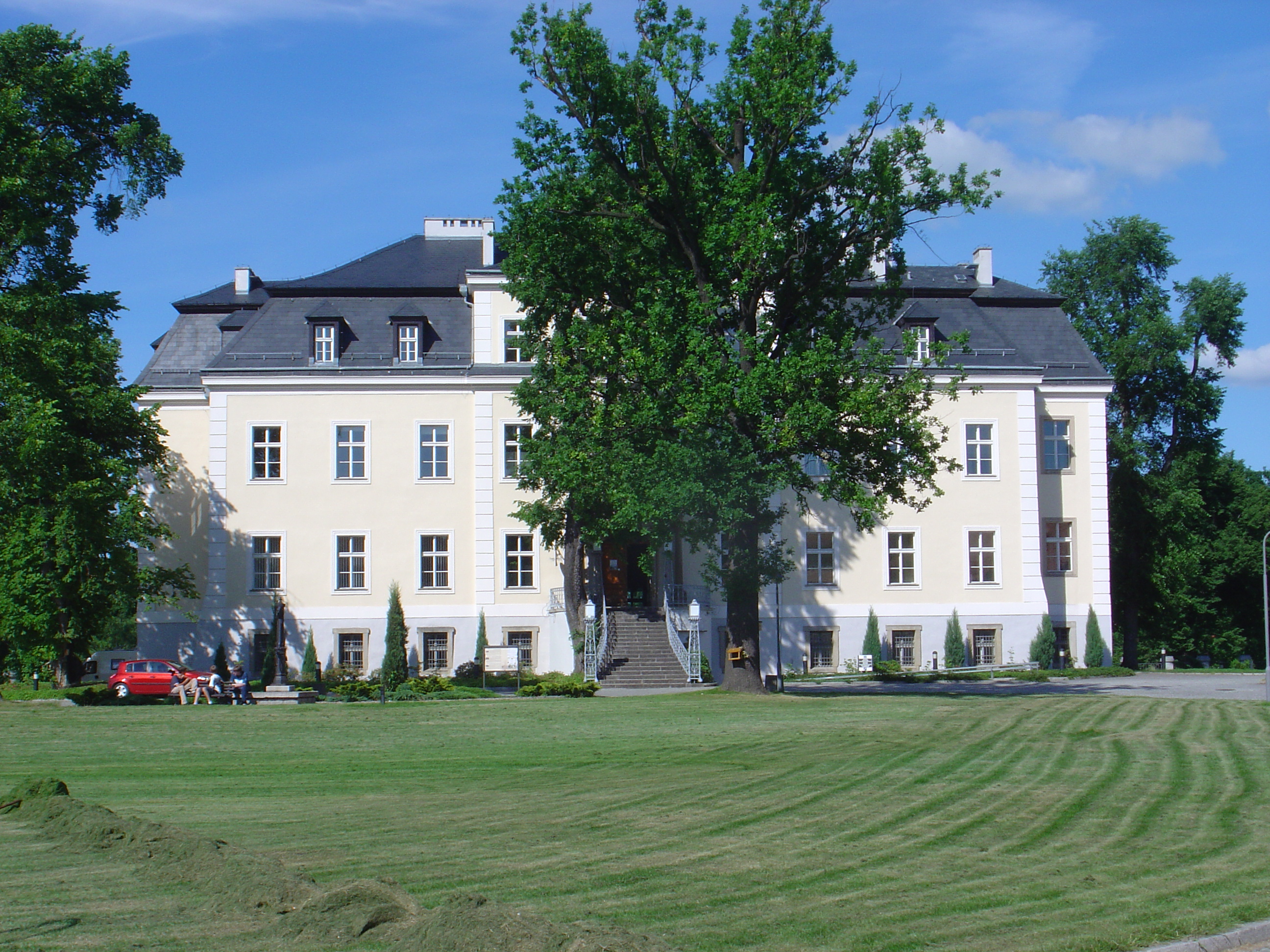
عزبة فون مولتك في كريساو ، سيليزيا

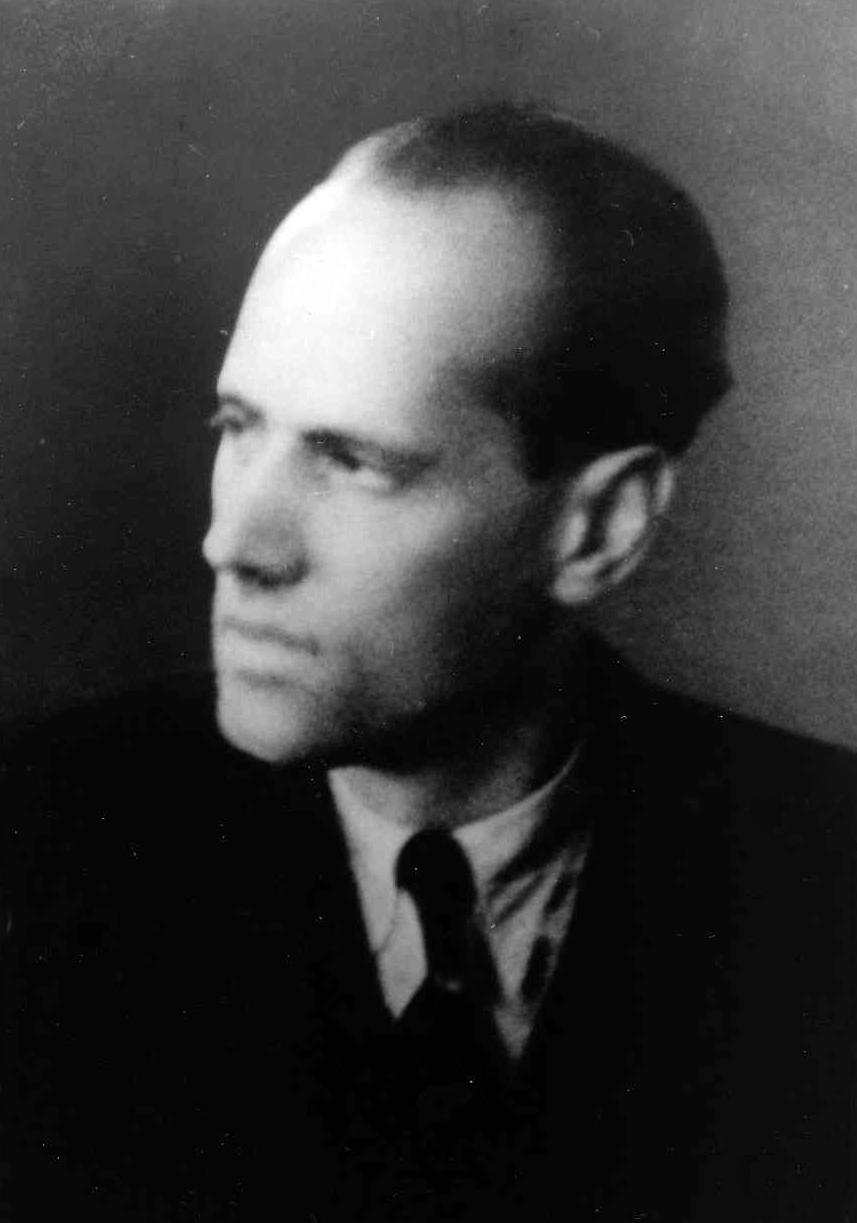
هيلموت جيمس فون مولتك، مؤسس دائرة كريساو

دائرة كريساو (بالألمانية: Kreisauer Kreis) (1940 – 1944) عبارة عن مجموعة مكونة من خمسة وعشرين معارضًا ألمانيًا بقيادة هيلموث جيمس فون مولتك، الذين التقوا في منطقته في بلدة Kreisau الريفية، سيليزيا. كانت الدائرة تتكون من رجال وقليل من النساء من خلفيات متنوعة، بما في ذلك أولئك المنحدرين من أصل نبيل، البروتستانت المتدينين والكاثوليك، المهنيين،   الاشتراكيين والمحافظين. على الرغم من اختلافاتهم، وجد أعضاء دائرة كريساو مصلحة مشتركة في معارضتهم للنظام النازي لهتلر لأسباب أخلاقية ودينية. في اجتماعاتهم، ناقشت الدائرة كيف سيعيدون تنظيم الحكومة الألمانية بعد نهاية الرايخ الثالث.

## الخلفية الفكرية
تأثر أعضاء دائرة كريساو بشدة بالحركات الشعبية في ألمانيا التي أعقبت الحرب العالمية الأولى، وأبرزها حركة الشباب الألمانية والاشتراكية الدينية الألمانية. على الرغم من الدافع من أيديولوجيات مختلفة (حركة الشباب الألمانية في العودة إلى الطبيعة والاشتراكية الدينية في العودة إلى القيم المسيحية)، فإن كل فصيل ألهم المقاومة للنظام النازي من خلال تشجيع أتباعه على إعادة النظر في الفروق السياسية والاجتماعية والدينية الصارمة تقليديًا و الدخول في حوار مع الذين اختلفوا معهم. خلقت هذه التشابهات الأساسية بيئة سمحت للأشخاص من خلفيات متنوعة بالالتقاء والمشاركة في المقاومة الفكرية للرايخ الثالث.

### حركة الشباب الألمانية
تميزت حركة الشبيبة الألمانية بإنشاء منظمات شبابية مختلفة أكدت على العودة إلى الطبيعة منذ عام 1896. على سبيل المثال، شجعت حركة Wandervogel، وهي حركة شبابية نشأت في أوائل القرن العشرين، الشباب على رفض تربيتهم من الطبقة المتوسطة التي شددت على المادية. وشددت الحركة على أهمية الفرد وشجعتهم على متابعة مصالحهم بدلاً من متابعة التوقعات الطبقية التقليدية.
تم إرسال العديد من أعضاء مجموعات الشباب الألمانية إلى الحرب في عام 1914. بعد خسائر فادحة خلال الحرب، وجد الشباب أنفسهم مفتونين بالإيديولوجية الفولكيشية، فكرة إعادة توحيد الشعب الألماني التي تجاوزت الفروق الطبقية. أدى الانشغال بالفولكش إلى انتقال سهل للبعض إلى الأيديولوجية النازية، ولكن بالنسبة للآخرين، مثل Helmuth von Moltke، جذورهم في حركة الشباب التي شككت في الوضع الراهن دفعتهم إلى مقاومة نظام يقوض الحرية التي سعوا إليها من خلال منظماتهم الشبابية.

## روابط خارجية
- AIM25 نسخة محفوظة 27 يناير 2018 على موقع واي باك مشين. أرشيف برامج Kreisau الدائرة في المكتبة البريطانية
- "أبطال المقاومة الأخلاقية ضد أدولف هتلر" نسخة محفوظة 2 يونيو 2010 على موقع واي باك مشين. ، التايمز ، 5 يناير 2010